# Atletika na Letních olympijských hrách 2008
Atletické disciplíny na Letních olympijských hrách 2008 se uskutečnily od 15. do 24. srpna v Pekingu na ústředním Pekingském národním stadiónu (北京国家体育场; „Ptačí hnízdo“) a v jeho okolí.
Rozděleno bylo celkem 24 sad medailí v mužských a 23 sad v ženských disciplínách (chyběl ekvivalent k mužské chůzi na 50 km).

## Kvalifikace
Národní olympijský výbor může do atletických soutěží vyslat celkem 138 atletů (z toho maximálně 72 mužů a 66 žen), pokud v jednotlivých disciplínách splnili kvalifikační kritéria.
Národní olympijský výbor může do jedné disciplíny nominovat maximálně 3 reprezentanty, kteří v daném kvalifikačním období splnili „A-limit“ vypsaný Mezinárodní asociací atletických federací (IAAF). Pokud žádný reprezentant dané země v kvalifikačním období „A-limit“ nesplnil, může národní olympijský výbor dané země do disciplíny nominovat 1 zástupce, který splnil „B-limit“ IAAF.
Ve štafetách (vypsány 2 mužské a 2 ženské) může startovat maximálně 16 družstev. Žebříček zemí je vytvořen z průměru dvou nejlepších výkonů štafety reprezentující daný stát, přičemž brány v potaz jsou pouze výsledky z mezinárodních závodů oficiálně uznaných IAAF v období od 1. ledna 2007 do 23. července 2008.
Pokud žádný sportovec dané země nesplní „A-limit“ ani „B-limit“ v žádné z disciplín, může národní olympijský výbor nominovat 1 reprezentanta do kterékoli disciplíny, vyjma běhu na 10 000 metrů, běhu na 3 000 metrů překážek a vícebojů.

## Medailisté

### Muži
| Soutěž             | Zlato | Stříbro | Bronz                                                                               |
| 100 m              | Usain Bolt 9,69 | Richard Thompson 9,89 | Walter Dix 9,91                                                                     |
| 200 m              | Usain Bolt 19,30 | Shawn Crawford 19,96 | Walter Dix 19,98                                                                    |
| 400 m              | LaShawn Merritt 43,75 | Jeremy Wariner 44,74 | David Neville 44,80                                                                 |
| 800 m              | Wilfred Bungei 1:44,65 | Ismail Ahmed Ismail 1:44,70                                                                                              | Alfred Kirwa Yego 1:44,82                                                           |
| 1500 m             | Asbel Kiprop 3:33,11 | Nick Willis 3:34,16 | Mehdi Baala 3:34,21                                                                 |
| 5000 metrů         | Kenenisa Bekele 12:57,82 | Eliud Kipchoge 13:02,80                                                                                                  | Edwin Soi 13:06,22                                                                  |
| 10 000 metrů       | Kenenisa Bekele 27:01,17 | Sileši Sihine 27:02,77                                                                                                   | Micah Kogo 27:04,11                                                                 |
| 110 m překážek     | Dayron Robles 12,93 | David Payne 13,17 | David Oliver 13,18                                                                  |
| 400 metrů překážek | Angelo Taylor 47,25 | Kerron Clement 47,98 | Bershawn Jackson 48,06                                                              |
| 3000 m překážek    | Brimin Kipruto 8:10,34 | Mahiedine Benabbad 8:10,49                                                                                               | Richard Mateelong 8:11,01                                                           |
| 4 × 100 m štafeta  | Trinidad a Tobago 38,06 Keston Bledman Marc Burns Emmanuel Callander Richard Thompson * Aaron Armstrong (rozběh)                                  | Japonsko 38,15 Naoki Tsukahara Shingo Suetsugu Shinji Takahira Nobuharu Asahara                                          | Brazílie 38,24 Vicente de Lima Sandro Viana Bruno de Barros José Carlos Moreira     |
| 4 × 400 m štafeta  | Spojené státy americké 2:55,39 LaShawn Merritt Angelo Taylor David Neville Jeremy Wariner * Kerron Clement (rozběh) * Reggie Witherspoon (rozběh) | Bahamy 2:58,03 Andretti Bain Michael Mathieu Andrae Williams Chris Brown * Avard Moncur (rozběh) * Ramon Miller (rozběh) | Spojené království 2:58,81 Andrew Steele Robert Tobin Michael Bingham Martyn Rooney |
| Maratonský běh     | Samuel Wanjiru 2:06:32 | Jaouad Gharib 2:07:16 | Tsegay Kebede 2:10:00                                                               |
| Chůze na 20 km     | Valerij Borčin 1:19:01 | Jefferson Pérez 1:19:15                                                                                                  | Jared Tallent 1:19:42                                                               |
| Chůze na 50 km     | Alex Schwazer 3:37:09 | Jared Tallent 3:39:27 | Děnis Nižegorodov 3:40:14                                                           |
| Skok do výšky      | Andrej Silnov 2,36 m | Germaine Mason 2,34 m | Jaroslav Rybakov 2,34 m                                                             |
| Skok o tyči        | Steven Hooker 5,96 m | Jevgenij Lukjaněnko 5,85 m                                                                                               | Derek Miles 5,70 m                                                                  |
| Skok do dálky      | Irving Saladino 8,34 m | Khotso Mokoena 8,24 m | Ibrahim Camejo 8,20 m                                                               |
| Trojskok           | Nelson Évora 17,67 m | Phillips Idowu 17,62 m                                                                                                   | Leevan Sands 17,59 m                                                                |
| Vrh koulí          | Tomasz Majewski 21,51 m | Christian Cantwell 21,09 m                                                                                               | Dylan Armstrong 21,04 m                                                             |
| Hod diskem         | Gerd Kanter 69,82 m | Piotr Małachowski 67,82 m                                                                                                | Virgilijus Alekna 67,79 m                                                           |
| Hod kladivem       | Primož Kozmus 82,02 m | Vadim Děvjatovskijs 81,61 m                                                                                              | Ivan Tichon 81,51 m                                                                 |
| Hod oštěpem        | Andreas Thorkildsen 90,57 m | Ainārs Kovals 86,64 m | Tero Pitkämäki 86,16 m                                                              |
| Desetiboj          | Bryan Clay 8 791 bodů | Andrej Kravčenko 8 551 bodů                                                                                              | Leonel Suárez 8 527 bodů                                                            |

### Ženy

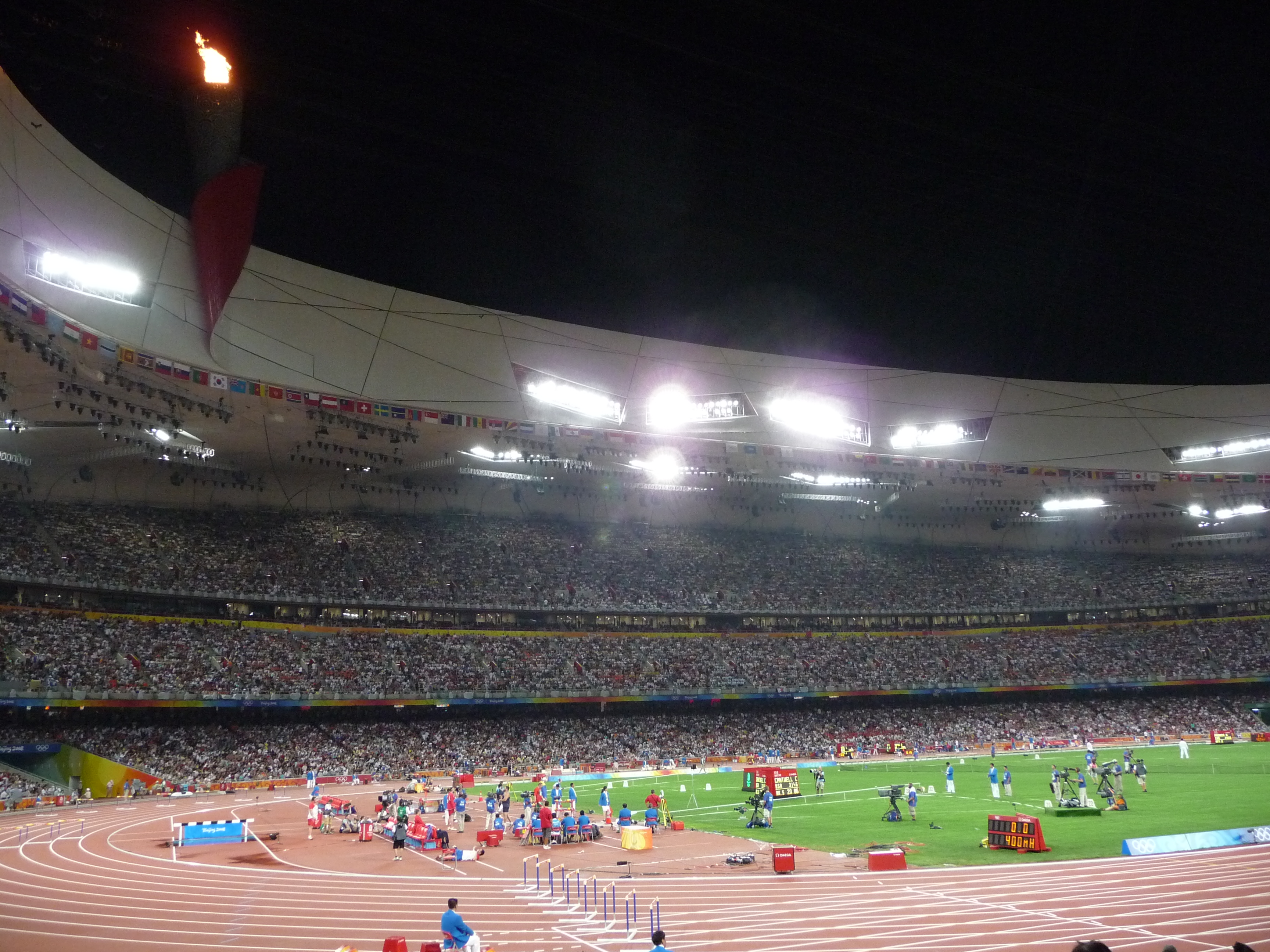
Pekingský národní stadion během soutěží v atletice

| Soutěž              | Zlato | Stříbro | Bronz                                                                                                 |
| 100 m               | Shelly-Ann Fraserová 10,78 | Sherone Simpsonová 10,98 Kerron Stewartová 10,98                                                                                | neudělena                                                                                             |
| 200 m               | Veronica Brownová 21,74 | Allyson Felixová 21,93 | Kerron Stewartová 22,00                                                                               |
| 400 m               | Christine Ohuruoguová 49,62 | Shericka Williamsová 49,69 | Sanya Richardsová 49,93                                                                               |
| 800 m               | Pamela Jelimová 1:54,87 | Janeth Jepkosgeiová 1:56,07 | Hasna Benhassiová 1:56,73                                                                             |
| 1500 m              | Nancy Langatová 4:00,23 | Iryna Liščynská 4:01,63 | Natalija Tobiasová 4:01,78                                                                            |
| 5000 m              | Tiruneš Dibabaová 15:41,40 | Meseret Defarová 15:44,12 | Sylvia Jebiwott Kibetová 15:44,96                                                                     |
| 10 000 metrů        | Tiruneš Dibabaová 29:54,66 | Shalane Flanaganová 30:22,22 | Linet Masaiová 30:26,50                                                                               |
| 100 metrů překážek  | Dawn Harperová 12,54 | Sally McLellanová 12,64 | Priscilla Schliepová 12,64                                                                            |
| 400 metrů překážek  | Melaine Walkerová 52,64 | Sheena Tostaová 53,70 | Tasha Danversová 53,84                                                                                |
| 3000 metrů překážek | Guľnara Galkinová 8:58,81 | Eunice Jepkorirová 9:07,41 | Taťjana Petrovová 9:12.33                                                                             |
| 4 × 100 m štafeta   | Belgie 42,54 Olivia Borlée Hanna Marienová Élodie Ouédraogová Kim Gevaertová                                                           | Nigérie 43,04 Ene Franca Idoková Gloria Kemasuodeová Halimat Ismailaová Oludamola Osayomiová * Agens Osazuwaová (rozběh)        | Brazílie 43,14 Rosemar Coelho Neto Lucimar de Moura Thaissa Presti Rosângela Santos                   |
| 4 × 400 m štafeta   | Spojené státy americké 3:18,54 Mary Winebergová Allyson Felixová Monique Hendersonová Sanya Richardsová * Natasha Hastingsová (rozběh) | Jamajka 3:20,40 Shericka Williamsová Shereefa Lloydová Rosemarie Whyteová Novelene Williamsová * Bobby-Gaye Wilkinsová (rozběh) | Spojené království 3:22,68 Christine Ohuruoguová Kelly Sothertonová Marilyn Okorová Nicola Sandersová |
| Maratonský běh      | Constantina Diţă 2:26:44 | Catherine Nderebaová 2:27:06 | Čou Čchun-siou 2:27:07                                                                                |
| Chůze na 20 km      | Olga Kaniskinová 1:26:31 | Kjersti Plätzerová 1:27:07 | Elisa Rigaudová 1:27:12                                                                               |
| Skok do výšky       | Tia Hellebautová 2,05 m | Blanka Vlašičová 2,05 m | Chaunté Loweová 1,99 m                                                                                |
| Skok o tyči         | Jelena Isinbajevová 5,05 m | Jennifer Stuczynská 4,80 m | Světlana Feofanovová 4,75 m                                                                           |
| Skok do dálky       | Maurren Maggiová 7,04 m | Blessing Okagbareová 6,91 m | Chelsea Hammondová 6,79 m                                                                             |
| Trojskok            | Françoise Etoneová 15,39 m | Olga Rypakovová 15,11 m | Yargelis Savigneová 15,05 m                                                                           |
| Vrh koulí           | Valerie Viliová 20,56 m | Misleydis Gonzálezová 19,50 m                                                                                                   | Kung Li-ťiao 19,20 m                                                                                  |
| Hod diskem          | Stephanie Traftonová 64,74 m | Olena Antonovová 62,59 m | Sung Aj-min 62,20 m                                                                                   |
| Hod kladivem        | Yipsi Morenová 75,20 m | Čang Wen-siou 74,32 m | Manuela Montebrunová 72,54 m                                                                          |
| Hod oštěpem         | Barbora Špotáková 71,42 m | Christina Obergföllová 66,13 m                                                                                                  | Goldie Sayersová 65,75 m                                                                              |
| Sedmiboj            | Natalija Dobrynská 6 733 bodů | Hyleas Fountainová 6 619 bodů                                                                                                   | Kelly Sothertonová 6 517 bodů                                                                         |

## Medailové pořadí
| Umístění | Stát                         | Zlato | Stříbro | Bronz | Celkem |
| -------- | ---------------------------- | ----- | ------- | ----- | ------ |
| 1.       | Spojené státy americké (USA) | 7     | 10      | 8     | 25     |
| 2.       | Keňa (KEN)                   | 6     | 4       | 6     | 16     |
| 3.       | Jamajka (JAM)                | 5     | 4       | 2     | 11     |
| 4.       | Rusko (RUS)                  | 5     | 1       | 4     | 10     |
| 5.       | Etiopie (ETH)                | 4     | 2       | 1     | 7      |
| 6.       | Kuba (CUB)                   | 2     | 1       | 3     | 6      |
| 7.       | Belgie (BEL)                 | 2     | 0       | 0     | 2      |
| 8.       | Velká Británie (GBR)         | 1     | 2       | 5     | 8      |
| 9.       | Ukrajina (UKR)               | 1     | 2       | 1     | 4      |
| 9.       | Austrálie (AUS)              | 1     | 2       | 1     | 4      |
| 11.      | Trinidad a Tobago (TRI)      | 1     | 1       | 0     | 2      |
| 11.      | Norsko (NOR)                 | 1     | 1       | 0     | 2      |
| 11.      | Nový Zéland (NZL)            | 1     | 1       | 0     | 2      |
| 11.      | Polsko (POL)                 | 1     | 1       | 0     | 2      |
| 15.      | Brazílie (BRA)               | 1     | 0       | 2     | 3      |
| 16.      | Itálie (ITA)                 | 1     | 0       | 1     | 2      |
| 17.      | Česko (CZE)                  | 1     | 0       | 0     | 1      |
| 17.      | Estonsko (EST)               | 1     | 0       | 0     | 1      |
| 17.      | Kamerun (CMR)                | 1     | 0       | 0     | 1      |
| 17.      | Panama (PAN)                 | 1     | 0       | 0     | 1      |
| 17.      | Portugalsko (POR)            | 1     | 0       | 0     | 1      |
| 17.      | Rumunsko (ROU)               | 1     | 0       | 0     | 1      |
| 17.      | Slovinsko (SLO)              | 1     | 0       | 0     | 1      |
| 24.      | Bělorusko (BLR)              | 0     | 2       | 1     | 3      |
| 25.      | Nigérie (NGR)                | 0     | 2       | 0     | 2      |
| 26.      | Čína (CHN)                   | 0     | 1       | 3     | 4      |
| 27.      | Francie (FRA)                | 0     | 1       | 2     | 3      |
| 28.      | Bahamy (BAH)                 | 0     | 1       | 1     | 2      |
| 28.      | Maroko (MAR)                 | 0     | 1       | 1     | 2      |
| 30.      | Ekvádor (ECU)                | 0     | 1       | 0     | 1      |
| 30.      | Chorvatsko (CRO)             | 0     | 1       | 0     | 1      |
| 30.      | Německo (GER)                | 0     | 1       | 0     | 1      |
| 30.      | Japonsko (JPN)               | 0     | 1       | 0     | 1      |
| 30.      | Kazachstán (KAZ)             | 0     | 1       | 0     | 1      |
| 30.      | Lotyšsko (LAT)               | 0     | 1       | 0     | 1      |
| 30.      | Jihoafrická republika (RSA)  | 0     | 1       | 0     | 1      |
| 30.      | Súdán (SUD)                  | 0     | 1       | 0     | 1      |
| 38.      | Kanada (CAN)                 | 0     | 0       | 2     | 2      |
| 39.      | Finsko (FIN)                 | 0     | 0       | 1     | 1      |
| 39.      | Litva (LTU)                  | 0     | 0       | 1     | 1      |
| 39.      | Kanada (CAN)                 | 0     | 0       | 1     | 1      |